# Маркетт (округ, Висконсин)
Округ Маркетт (англ. Marquette County) располагается в штате Висконсин, США. Официально образован в 1836 году. По состоянию на 2010 год, численность населения составляла 15 404 человек.

## География
По данным Бюро переписи США, общая площадь округа равняется 1201,761 км2, из которых 1181,041 км2 суша и 23,310 км2 или 1,900 % это водоемы.

## Население
По данным переписи населения 2000 года в округе проживает 15 832 жителей в составе 5 986 домашних хозяйств и 4 166 семей. Плотность населения составляет 13,00 человек на км2. На территории округа насчитывается 8 664 жилых строений, при плотности застройки около 7,00-ти строений на км2. Расовый состав населения: белые — 93,66 %, афроамериканцы — 3,44 %, коренные американцы (индейцы) — 1,04 %, азиаты — 0,27 %, гавайцы — 0,10 %, представители других рас — 0,38 %, представители двух или более рас — 1,11 %. Испаноязычные составляли 2,66 % населения независимо от расы.
В составе 26,90 % из общего числа домашних хозяйств проживают дети в возрасте до 18 лет, 58,70 % домашних хозяйств представляют собой супружеские пары проживающие вместе, 6,70 % домашних хозяйств представляют собой одиноких женщин без супруга, 30,40 % домашних хозяйств не имеют отношения к семьям, 25,40 % домашних хозяйств состоят из одного человека, 12,30 % домашних хозяйств состоят из престарелых (65 лет и старше), проживающих в одиночестве. Средний размер домашнего хозяйства составляет 2,41 человека, и средний размер семьи 2,86 человека.
Возрастной состав округа: 21,10 % моложе 18 лет, 6,70 % от 18 до 24, 28,90 % от 25 до 44, 25,00 % от 45 до 64 и 25,00 % от 65 и старше. Средний возраст жителя округа 41 лет. На каждые 100 женщин приходится 118,90 мужчин. На каждые 100 женщин старше 18 лет приходится 123,70 мужчин.